# Aérodrome de Koukou Angarana
L'aérodrome de Koukou Angarana est un aérodrome d'usage public situé près de Koukou Angarana, dans la région du Sila, au Tchad.